# Holandské hrabství
Holandské hrabství (německy Graafschap Holland) vzniklo ve středověku a rozkládalo se na území dnešních provincií Severní a Jižní Holandsko.
Nejprve se jednalo o oblast Kennemerlandských dun, kterou udělovali v léno svým vazalům franští králové. S rostoucími územními zisky rostla také moc hrabat a hraběcí titul přecházel z otce na syna.

## Historie
Na počátku 5. století ovládali území dnešního Nizozemska tři kmeny. Na jihu se jednalo o Franky, na východě o Sasy a pobřeží obývali Frísové. V 8. století ovládli Frankové území Frísů a v 9. století porazili také Sasy. V čele této obrovské říše stál Karel Veliký. Za jeho vlády byla země rozdělena na správní jednotky, zvané pagusy resp. gouweny (na dolním toku Rýna nazývané župy). Zabezpečení říšského práva a odvod poplatků zajišťovali Karlovi vazalové, jimž náležel titul hrabě (comes).
Po smrti Karla Velikého († 814) došlo k mocenským bojům mezi dědici a následně došlo k trojímu dělení říše v letech 843, 870 a 880. Většina Nizozemského území připadla Východofranské říši, pouze Flandry a západní část Lotrinska náležela k Západofranské říši.
V 9. století počali být přímořské oblasti říše sužovány nájezdy Vikingů. Svá území chránili východofranští králové tak, že je dávali v ochranu jiným Vikingům.
Za prvního hraběte bývá označován Gerulf Holandský.
V roce 882 udělil císař Karel III. Tlustý území mezi Dorestadem a zeeuwským pobřežím vikingovi Godfriedovi, který se po neúspěšném pokusu uchvátit dánskou korunu uchýlil do Fríska. Fríský vévodský titul ale Godfriedovi nestačil a proto plánoval se synem Lothara II. Hugem povstání. Karel III. povstání zabránil s pomocí právě Gerulfa, kterému pak bylo králem Arnulfem uděleno v léno území v dunách.